# Agrotis brunneomodesta
Agrotis brunneomodesta là một loài bướm đêm trong họ Noctuidae.